# Olavi Lindblom

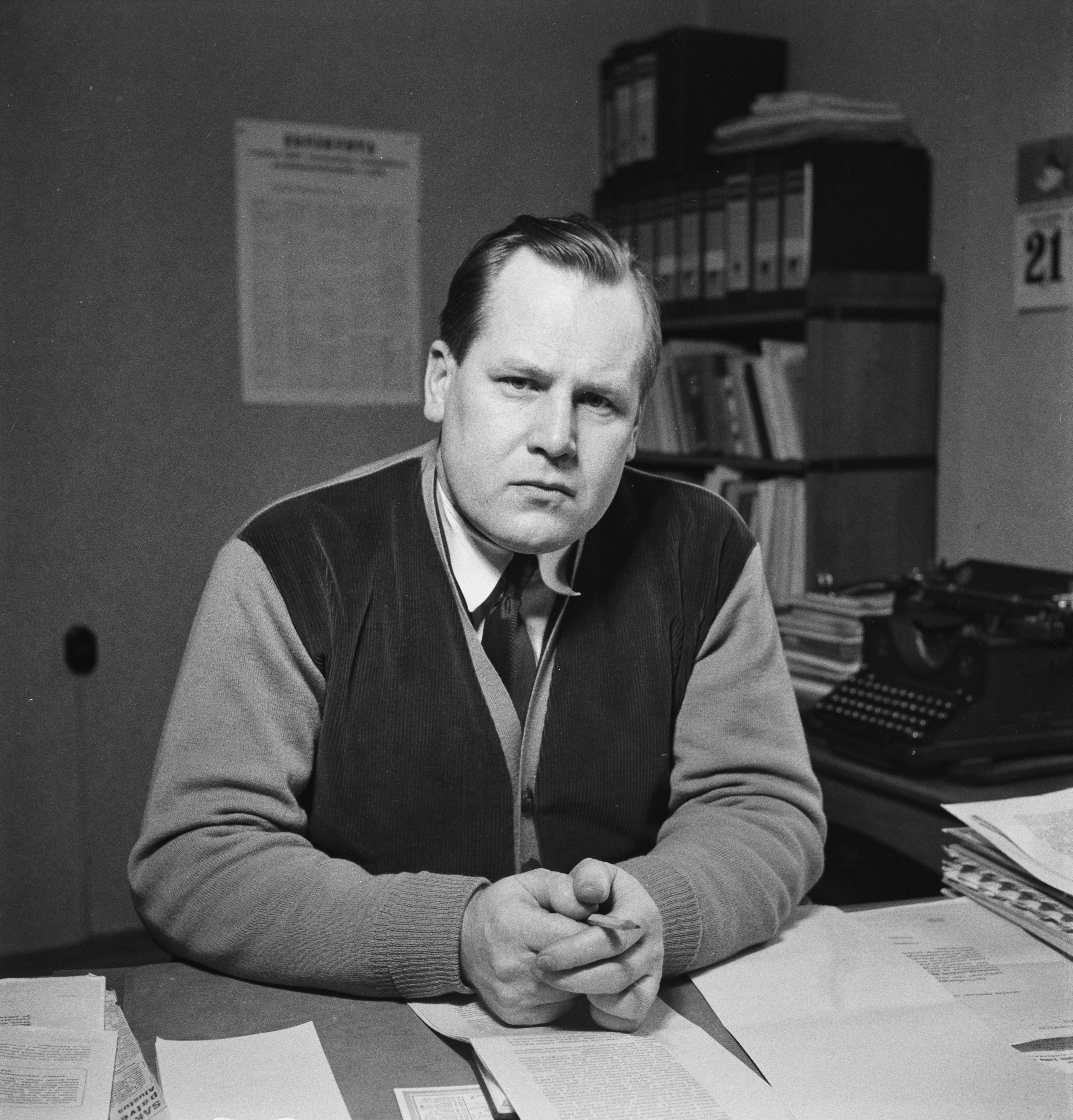
Olavi Lindblom.

Olavi Lindblom, född 11 december 1911 Helsingfors, död 13 augusti 1990 i Esbo, var en finländsk politiker och ämbetsman. Han var far till Seppo Lindblom.
Lindblom, som ursprungligen var glasarbetare, utbildade sig till officer under kriget, men verkade från 1945 vid Finlands Fackföreningars Centralförbund (FFC) och var dess generalsekreterare 1949–1957. Han representerade socialdemokraterna i Finlands riksdag 1954–1966, var andre kommunikationsminister 1958–1959 och generaldirektör vid Arava, sedermera Bostadsstyrelsen 1959–1978. 
Lindblom, som 1961 var ordförande för det så kallade Honkaförbundet, var ursprungligen en av Väinö Leskinens närmaste män, men övergick efter partikongressen 1963 till Rafael Paasios linje. Han medverkade aktivt till att ena fackföreningsrörelsen i slutet av 1960-talet och var ordförande i förvaltningsrådet för Enso-Gutzeit Oy 1970–1982 . Han utgav bland annat memoarverket Pitkällä palkilla (1981).